# Fiat Argo
El Fiat Argo es un automóvil de turismo del segmento B producido en Brasil para Latinoamérica desde el año 2017, por FCA. Este modelo, que reemplaza de forma directa a la segunda generación del Fiat Palio y al Fiat Punto, hace frente en su segmento a rivales de otras marcas como el Chevrolet Onix, Volkswagen Polo, Ford Fiesta y Renault Sandero, entre otros.
Se posiciona por arriba del modelo más accesible de la marca en la región, el Fiat Mobi, y es para Fiat su único exponente del segmento B para el Mercosur.

## Historia
Fiat estudia el mercado durante los últimos años y cambia radicalmente su visión adecuándola a la tendencia observada en otras marcas. Antes de la llegada del Fiat Argo comercializaba dentro del mismo segmento "B" tres modelos: el Fiat Palio de primera generación al que denominó "Palio FIRE" en versiones básicas o con un equipamiento algo más completo, que fuera reemplazado indirectamente y en parte por el Fiat Mobi, el Palio de segunda generación (Nuevo Palio) y como tope de segmento al Fiat Punto. Ya en la actualidad, decide eliminar la pluralidad de modelos y ofrece al Argo como único exponente abarcando con varias versiones, los espacios vacíos que dejaron la discontinuación de los mencionados modelos.
El nuevo Fiat Argo, proyecto conocido con  clave interna X6H, ha sido desarrollado sobre la plataforma MP1 utilizada por el Fiat Punto.
El departamento de diseño general del Centro Stile Fiat, optó por que se continuase con la nueva imagen de marca del constructor estrenada en 2016 por el Fiat Mobi. Aunque, recordando el estilo inconfundible de los bonitos y exitosos Fiat 127 / 147 al que se le añadirán de manera acertada, los toques modernos del nuevo Fiat Tipo 2016 Europeo, remarcandole las líneas y nervaduras para dar un aspecto más dinámico y deportivo al modelo.
Es un desarrollo local de FCA para el Mercosur, creado por el Centro Stile en Latinoamérica a cargo del reputado diseñador Peter Fassbender (creador del coche de los 100 años Fiat, el Fiat Punto Mk2 de 1999); y del cual, también se derivará una versión sedán de diseño exclusivo denominada Fiat Cronos (Proyecto X6S). Desarrollado por el mismo Centro de Diseño pero producido íntegramente en Argentina.

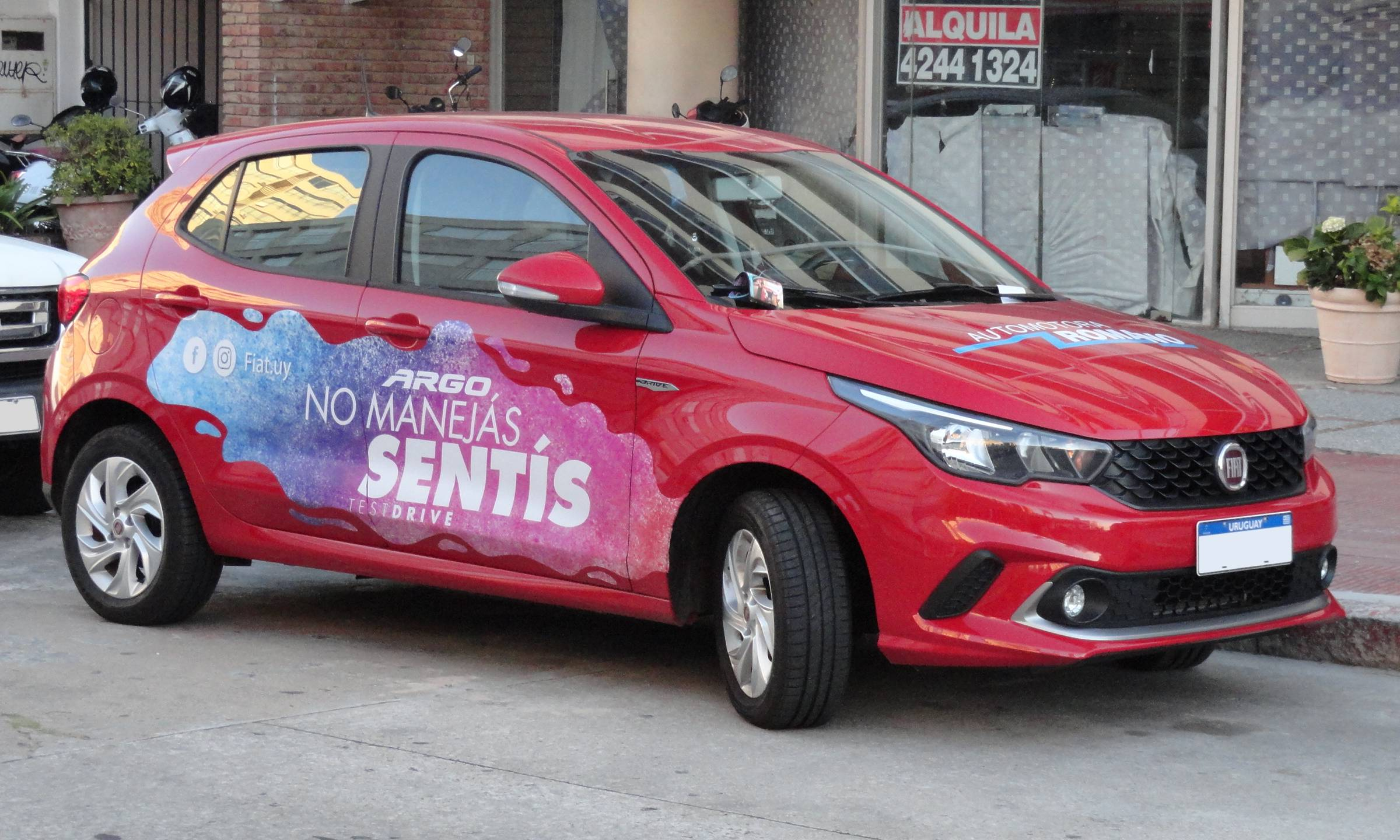
Fiat Argo 2017
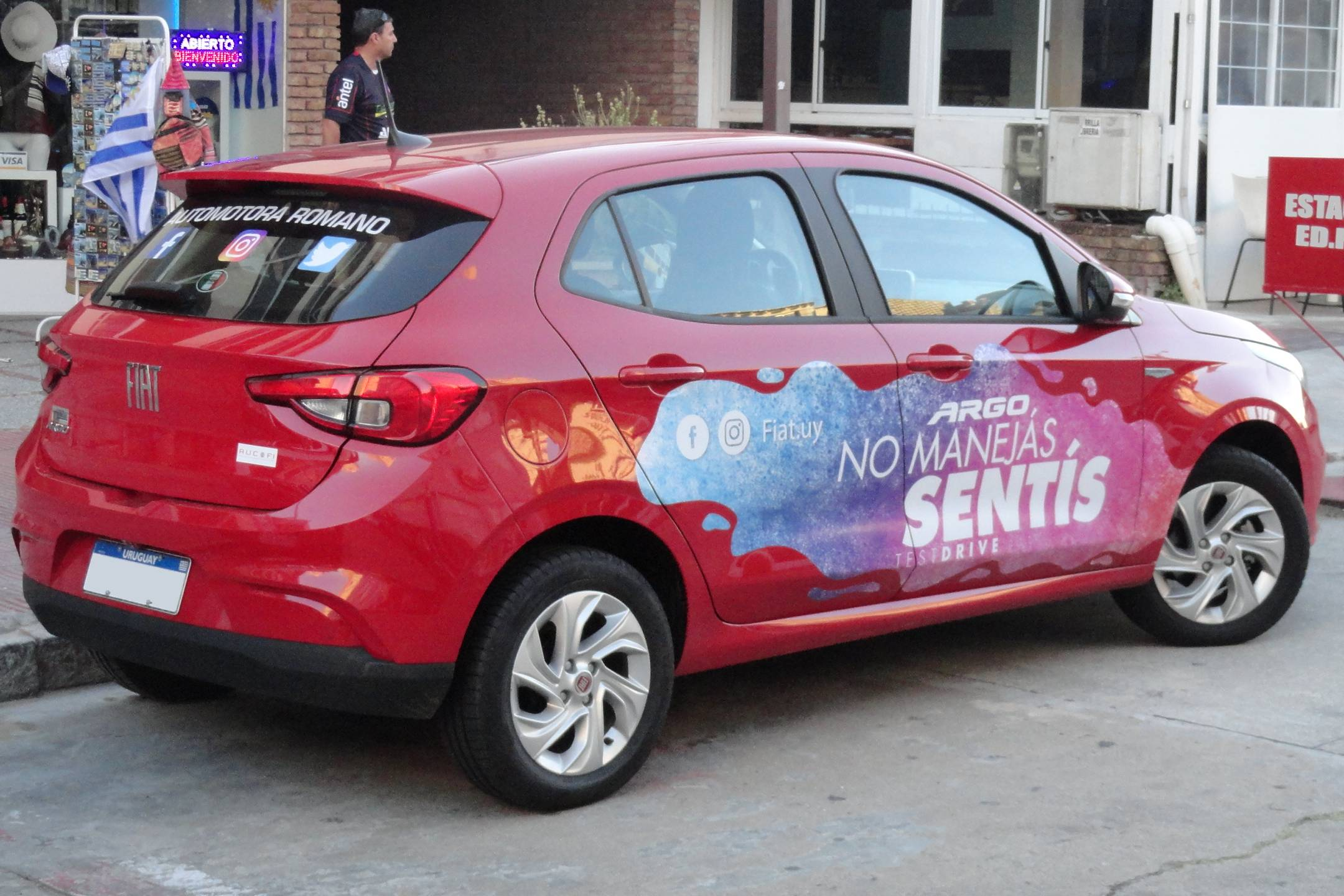
Fiat Argo 2017
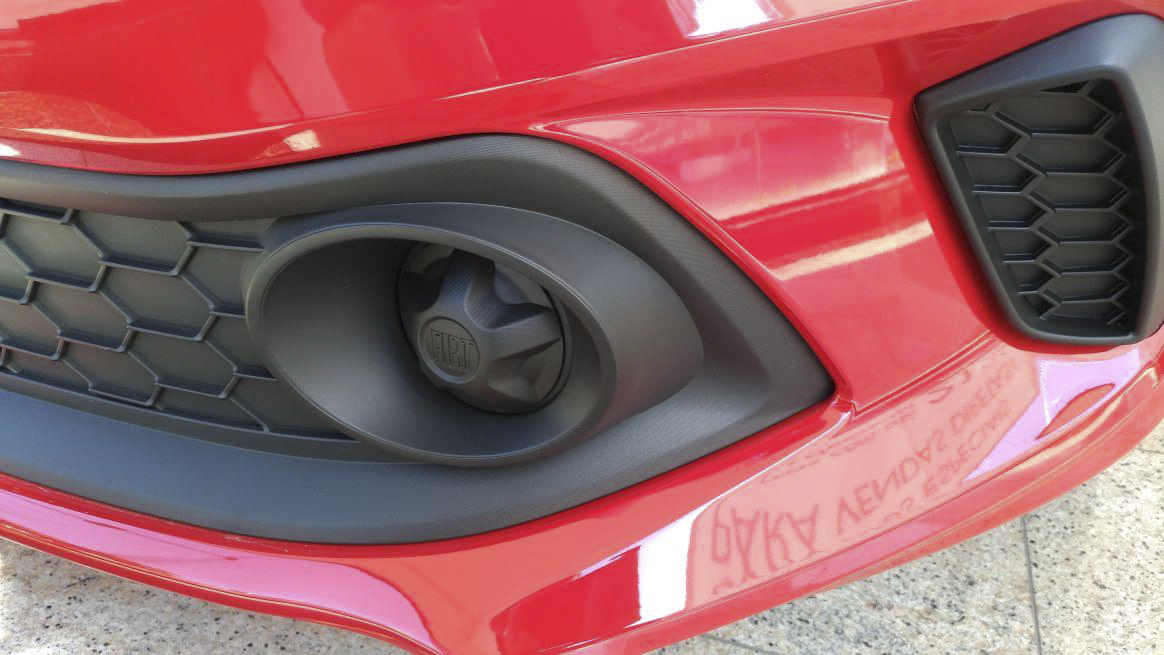
Fiat Argo 2017 (detalle diseño)
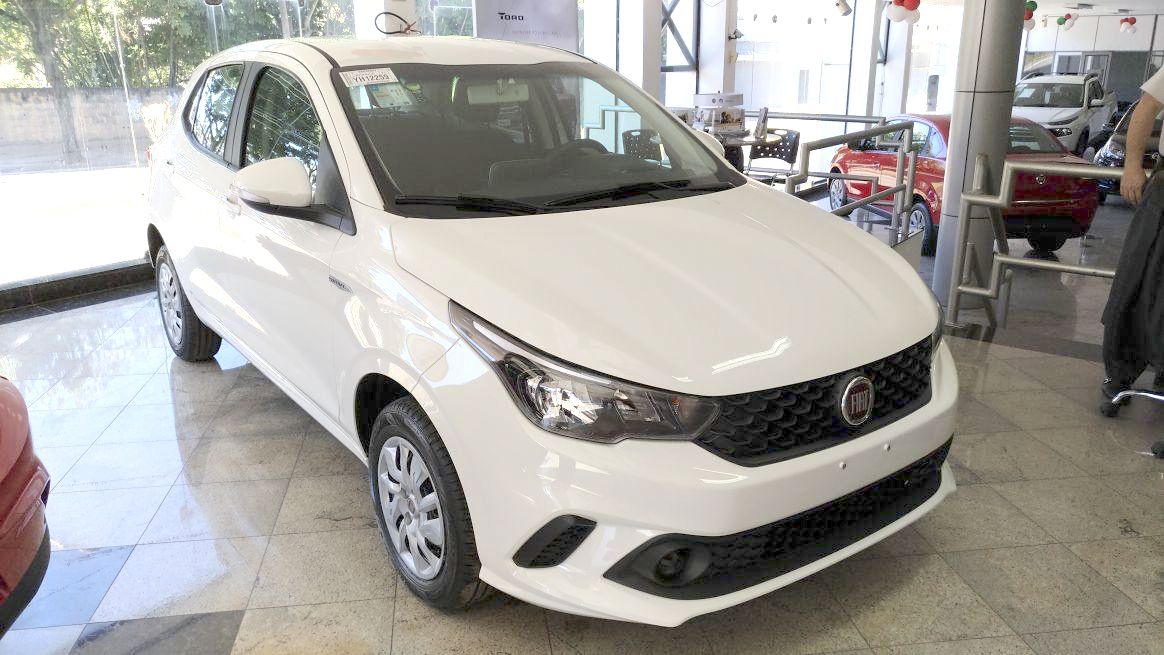
Fiat Argo 2017
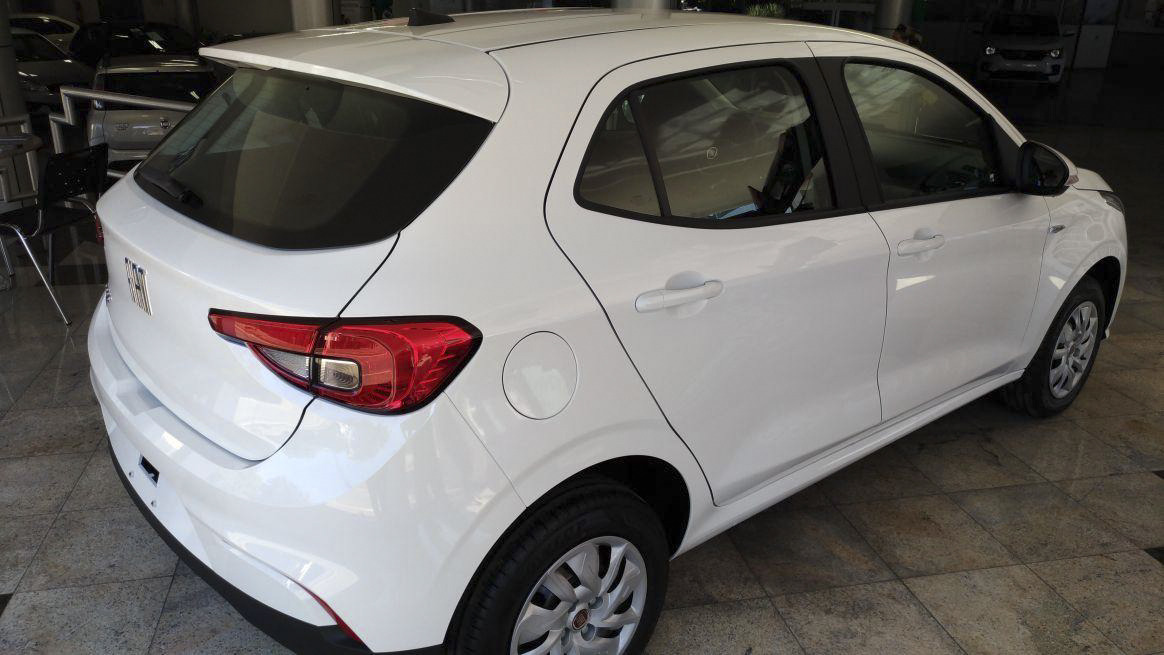
Fiat Argo 2017
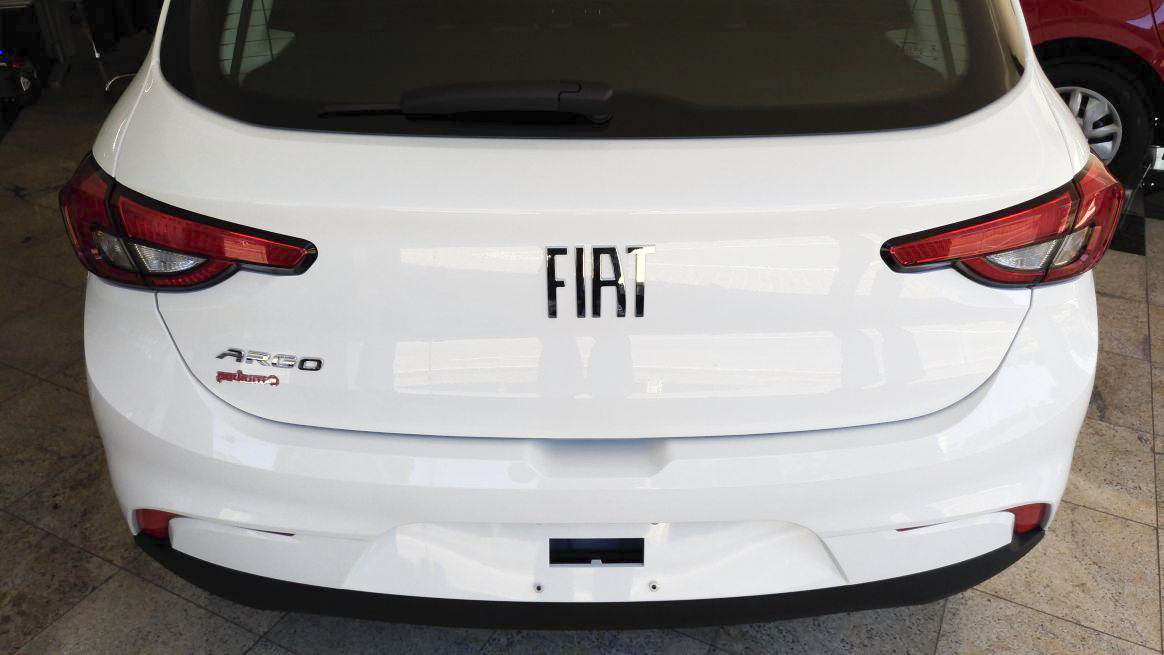
Fiat Argo 2017 (nuevo logo de marca)

## Equipamiento
Según versión y mercado alcanza un máximo de:
- Espejos exteriores, manijas de puertas y paragolpes color carrocería
- Acceso y arranque Keylless entry & go
- Faros Antinieblas delanteros
- Caja automática Aisin de 6 marchas con levas al volante y control de velocidad crucero
- Limpialavaluneta
- Luces diurnas Led (DRL - Daytime Running Lights)
- Ópticas traseras tipo led
- Luneta térmica
- Llantas de aleación de 17´´
- Parante central negro
- Tercera luz de stop
- Aire acondicionado electrónico/Climatizador
- Dirección asistida eléctrica
- Apertura interna de baúl
- Apertura remota de tanque de combustible
- Apoyapie lado conductor
- Asiento conductor regulable en altura
- Levantacristales eléctricos delanteros y traseros "one-touch up/down"
- Cierre centralizado de puertas y en rodaje
- Computadora de a bordo
- Espejos retrovisores eléctricos, rebatibles con luz de acceso
- Indicador de cambio de marcha (GSI - Gear shift indicator)
- Levantacristales eléctricos delanteros
- Sistema "My Car Fiat" y "Follow Me Home"
- Sensor de lluvia y crepuscular
- Espejo interior electrocrómico,
- Manijas y toberas de aireación cromadas
- Tapizados de cuero
- Volante forrado en cuero, con regulable en altura y profundidad
- Asiento posterior bi-partido 60/40
- Comandos de radio al volante
- Espejos de cortesía en parasol
- Portaobjetos en puertas laterales
- Radio CD/AM/FM con USB/SD/entrada auxiliar
- Radio integrada AM/FM con USB (x2)/entrada auxiliar y conectividad bluetooth
- Pantalla multimedia touch 7 con Android Auto y Apple Carplay
- Gestión de dispositivos por comandos de voz
- Tacómetro
- Toma de 12V

## Seguridad
Según versión y mercado alcanza un máximo de:
- 2 Airbags frontales y 2 Laterales (delanteros)
- Alarma antirrobo volumétrica
- Alerta de cinturones de seguridad
- Apoyacabezas delanteros
- Apoyacabezas traseros regulables en altura (x 3)
- Cinturones de seguridad delanteros
- Cinturones de seguridad posteriores de 3 puntos
- Inmovilizador electrónico de motor (Fiat Code)
- Sensor de estacionamiento trasero
- Sistema Emergency Stop Signaling (ESS)
- Sistema de frenos ABS + EBD
- Sistema de sujeción de sillas para niños (ISOFIX)
- Control de tracción y estabilidad
- Sistema de asistencia al arranque en pendiente (HLA)
- Refuerzos en acero de alta resistencia
- Sensores de estacionamiento traseros
- Sistema de Monitoreo de Presión de Neumáticos (TPMS)

## Ficha Técnica

### 1.3 FireFly
- Combustible: nafta
- Cilindrada: 1332 cm³
- Tipo: SOHC 8 válvulas, comandado por cadena "for life", Distribución variable
- Relación de compresión: 11:1
- Potencia máxima: 99 cv CV a 6000 RPM
- Torque máximo: 13 kgm a 4050 RPM
- Alimentación: inyección electrónica multipunto
- Acelerador electrónico: sí
- Transmisión: manual de 5 velocidades y retroceso

### 1.8 E-TORQ EVO
- Combustible: nafta
- Cilindrada: 1747 cm³
- Tipo: SOHC 16 válvulas, comandado por cadena "for life", Distribución variable
- Relación de compresión: 11:1
- Potencia máxima: 130 cv CV a 5250 RPM
- Torque máximo: 18,6 kgm a 3750 RPM
- Alimentación: inyección electrónica multipunto
- Acelerador electrónico: sí
- Transmisión: manual de 5 velocidades y retroceso
- Caja automática aissin convencional de convertidor de par y 6 marchas con retroceso

### Suspensiones
- Delantera: independiente tipo McPherson con brazos oscilantes transversales, resortes helicoidales y barra estabilizadora

- Trasera: Eje de torsión con ruedas semindependientes, resortes helicoidales

## Performance
- Velocidad máxima: 173 km/h (1.3) y 188 km/H (1.8)
- 0/100 km/h: 11,5 segundos (1.3) y 8,7 s (1.8)
- Consumo mixto: 7,4 L/100 km Promedio